# Battaglia di Helgoland (1864)
La battaglia di Helgoland del 9 maggio 1864 fu un episodio della seconda Guerra dei Ducati in cui la marina danese affrontò la flotta congiunta austro-prussiana a sud dell'isola di Helgoland nel Mare del Nord, allora possedimento britannico. Si trattò dell'ultima significativa battaglia combattuta tra navi di legno nonché l'ultima in assoluto per la Danimarca. Nonostante la vittoria riportata da quest'ultima, la battaglia non ebbe alcun rilievo strategico sull'esito del conflitto, che finì con la sconfitta danese il 12 maggio 1864.

## Premesse
In seguito alla dichiarazione di guerra del 1º febbraio 1864, la Danimarca decretò un blocco navale contro tutti i porti dello Schleswig-Holstein, esteso l'8 marzo successivo a tutti i porti della Prussia. L'esecuzione di tale blocco venne inizialmente affidata alla fregata a vapore ed elica Niels Juel, dotata di 42 cannoni, che fu affiancata poco dopo dalla corvetta ad elica Dagmar.
Disponendo di una marina da guerra decisamente debole, la Prussia chiamò l'Austria in suo soccorso, e fu così che ad inizio di marzo una squadra di navi austriache composta dalle fregate ad elica Schwarzenberg (50 cannoni) e Graf Radetzky (31 cannoni) nonché dalla cannoniera Seehund sotto il comando del capitano di vascello Wilhelm von Tegetthoff lasciò il Mediterraneo per dirigersi verso il teatro del conflitto.
Per far fronte alla minaccia, la Danimarca costituì la squadra del mare del Nord, affidata al capitano Edouard Suenson, e composta dalla Niels Juel (42 cannoni), dalla Dagmar e dalla corvetta ad elica Heimdal (16 cannoni). La squadra ebbe l'incarico di proteggere il commercio marittimo danese, di catturare tutte le navi battenti bandiera tedesca e di affrontare tutte le navi da guerra nemiche. Nel giro di breve tempo, la Dagmar fu rimpiazzata dalla fregata corazzata Jylland, dotata di 44 cannoni.
Nel corso del suo viaggio, la squadra austriaca dovette separarsi dallo Seehund, che fu colpito da gravi avarie nella Manica e dovette riparare in un porto britannico. Ad inizio di maggio la squadra giunse al largo dell'isola di Texel nei Paesi Bassi, dove fu raggiunta dalle cannoniere prussiane Basilisk e Blitz nonché dalla nave a vapore Preussischer Adler, tutte armate di due cannoni ciascuna.

## La battaglia
La mattina del 9 maggio la squadra danese, proveniente da nord, avvistò verso le ore dieci una nave di fronte a Helgoland, ma si trattava della fregata britannica Aurora. Subito dopo però i danesi scoprirono ulteriori cinque navi in direzione sud-sudovest e le due squadre iniziarono ad avvicinarsi. Verso le 13:15 fu la Schwarzenberg ad aprire il fuoco, ma i danesi risposero solo dopo essersi avvicinati maggiormente. Quando gli austriaci presero una rotta più verso ovest per incrociare i navigli danesi, questi ultimi virarono leggermente a babordo.
Mentre le cannoniere erano rimaste indietro, le rimanenti navi si sottoposero a vicenda ad un fuoco intenso a distanza di circa 1 800 metri. Tegetthoff virò immediatamente per impedire che le cannoniere fossero tagliate fuori e, seguendo una rotta verso sudovest, le due squadre si inseguirono sotto forti raffiche di artiglieria. Mentre la Niels Juel e la Schwarzenberg si colpivano a vicenda, la Jylland e la Hejmdal si concentrarono sulla Radetzky; totalmente inutili furono le cannoniere prussiane, il cui fuoco da lunga distanza non sortì alcun effetto.
Verso le 15:30 l'albero della Schwarzenberg prese fuoco; risultato chiaro che la nave ammiraglia non avrebbe potuto proseguire la battaglia, Tegetthoff diede ordine di cessare il fuoco e di ritirarsi, sotto il fuoco di copertura della Radetzky, nelle acque neutrali di Helgoland. Il tentativo danese di inseguire il nemico non ebbe successo, in quanto l'ammiraglia Jylland fu rallentata da un colpo ricevuto sul ponte di comando. L'Aurora, che aveva osservato l'intera battaglia da lontano, era inoltre pronta a difendere le acque territoriali inglesi, cosicché Suenson dovette rinunciare verso le 16:30 all'inseguimento. La battaglia era terminata, con 14 morti e 55 feriti da parte danese e 32 morti e 59 feriti da parte austriaca; solo le navi prussiane uscirono incolumi dalle acque di Helgoland.

## Conseguenze
Le navi danesi rimasero al di fuori delle acque territoriali inglesi in attesa del naviglio nemico, ma col favore delle tenebre la squadra austro-prussiana si ritirò al sicuro nel porto di Cuxhaven. I danesi si ritirarono quindi a Copenaghen in seguito all'armistizio del 12 maggio, che pose fine al blocco navale e alla stessa guerra.
La battaglia di Helgoland fu considerata una vittoria sia in Danimarca, sia in Austria: la squadra danese di ritorno nella capitale fu accolta da entusiastici festeggiamenti, mentre Tegetthoff fu promosso a contrammiraglio. La fregata Jylland esiste ancora oggi e può essere vista nella città di Ebeltoft, in Danimarca.